# جان ویلیامز (گیتارنواز)
جان ویلیامز (زاده ۲۴ آوریل ۱۹۴۱) یک موسیقی‌دان و نوازندهٔ گیتار کلاسیک اهل استرالیا است.
او از کودکی در لندن، بزرگ شد. وی امروزه در بین نوازندگان گیتار کلاسیک با لقب شاهزاده گیتار کلاسیک شناخته می‌شود. تکنیک نوازندگی او بسیار خاص است و او قطعات بسیاری از رپرتوار گیتار کلاسیک را اجرا و ضبط کرده‌است. او که از معدود شاگردان آندریاس سگوویا بود که در همان سن نوجوانی مطرح شد و تنها ۱۷ سال داشت که اولین آلبوم نوازندگی خود را منتشر کرد. وی در سال ۱۹۷۳ با آلبوم «جولیان و جان» که به همراه دیگر نوازندهٔ گیتار کلاسیک جولیان بریم اجرا کرد، برنده جایزه معتبر گرمی شد. گراهام وید تاریخ‌دان گیتار دربارهٔ او می‌گوید: «جان ویلیامز احتمالاً تکنیکی‌ترین نوازنده گیتار کلاسیکی است که دنیا به خود دیده‌است.»
وی نوازندگی گیتار را فیلم‌هایی چون شکارچی گوزن، ماهی‌ای به نام وندا و آرزوهای بزرگ به عهده داشته‌است.

اولین اجرای حرفه ای ویلیامز در 6 نوامبر 1958 در تالار Wigmore در لندن برگزار شد. از آن زمان ، وی در سراسر دنیا اجرا می کند و به طور منظم در رادیو و تلویزیون ظاهر می شود. او این کار را با راه اندازی کنسرت های گیتار از آهنگسازانی همچون استفان داگسون ، آندره پروین ، پاتریک گورز ، ریچارد هاروی و استیو گری گسترش داده است. ویلیامز آلبوم های دوئت را با گیتاریست های دیگر جولیان برام و پاکو پونا ضبط کرده است.